# ТЕ2
ТЕ2 (Тепловоз з Електричною передачею, 2-а модель, радянський восьмивісний двосекційний (тип 2(20—20) вантажопасажирський тепловоз потужністю 2×1000 к.с. будувався з 1948 по 1955 на Харківському заводі транспортного машинобудування за участі Харківського електротягового заводу (ХЕТЗ). Багатьма агрегатами уніфікований з тепловозом ТЕ1. Перший радянський масовий тепловоз (випущено понад тисяча секцій) і перший серійний двосекційний локомотив.

## Сьогодення
У Монголії тепловоз ТЕ2-418, побудований в січні 1955 на Харківському заводі транспортного машинобудування, що надійшов на Улан-Баторську залізницю в середині 1956, у свята продовжує символічно водити склади. Він стояв на базі запасу в тяговій частині-2 Улан-Батор, зараз працює.
У Російській Федерації два робочі тепловози: ТЕ2-071 працює в локомотивному депо станції Уссурійськ-I на маневрах, другий ТЕ2-506 (одна секція) працює на лісобазі міста Зима.
В Україні ТЕ2-226 експлуатується поблизу Тернопільського елеватора.

## Технічні характеристики дизельного двигуна
- Двигун — Д50
- Виробник — ХЗТМ
- Тип — дизель простої дії з безкомпресорним розпиленням палива і турбонаддувом
- Потужність, к.с. — 1000
- Оберти потужності — 740 об/хв
- Конфігурація -рядний
- Циліндрів — 6
- Діаметр циліндра — 318 мм
- Хід поршня — 330 мм
- Охолодження — водне
- Кількість тактів — 4
- Об'єм — 157,2 л
- Ступінь стискання -11,8—12,5
- Матеріал блоку циліндрів — чавун СЧ 21-40
- Матеріал головки блоку циліндрів — Алюмінієвий сплав
- Порядок роботи циліндрів — 1-3-5-6-4-2

## Модифікації
Тепловоз ТЕ4 — дослідний магістральний трисекційний вантажний Тепловоз з Електричною передачею, 4-та модель. Був побудований 1952 Харківським заводом транспортного машинобудування ім. Малишева в єдиному екземплярі на базі серійного магістрального тепловоза ТЕ2, для вивчення застосування генераторного газу як палива на локомотивах. Був сконструйований трисекційним, з середньою секцією, де була розміщена газогенераторна установка. Також на ньому був встановлений змінений варіант дизельного двигуна Д50 — Д55, основні відмінності від базової моделі були в роботі двигуна з генераторним газом.
Тепловоз ТЕ6 — мала серія тепловозів-електростанцій, створена Харківським заводом транспортного машинобудування 1952 на замовлення Міністерства оборони на базі ТЕ2. Односекційний чотиривісний тепловоз-електростанція, який відповідав вимогам захисту від факторів ядерного вибуху.